# Турковский район (Львовская область)

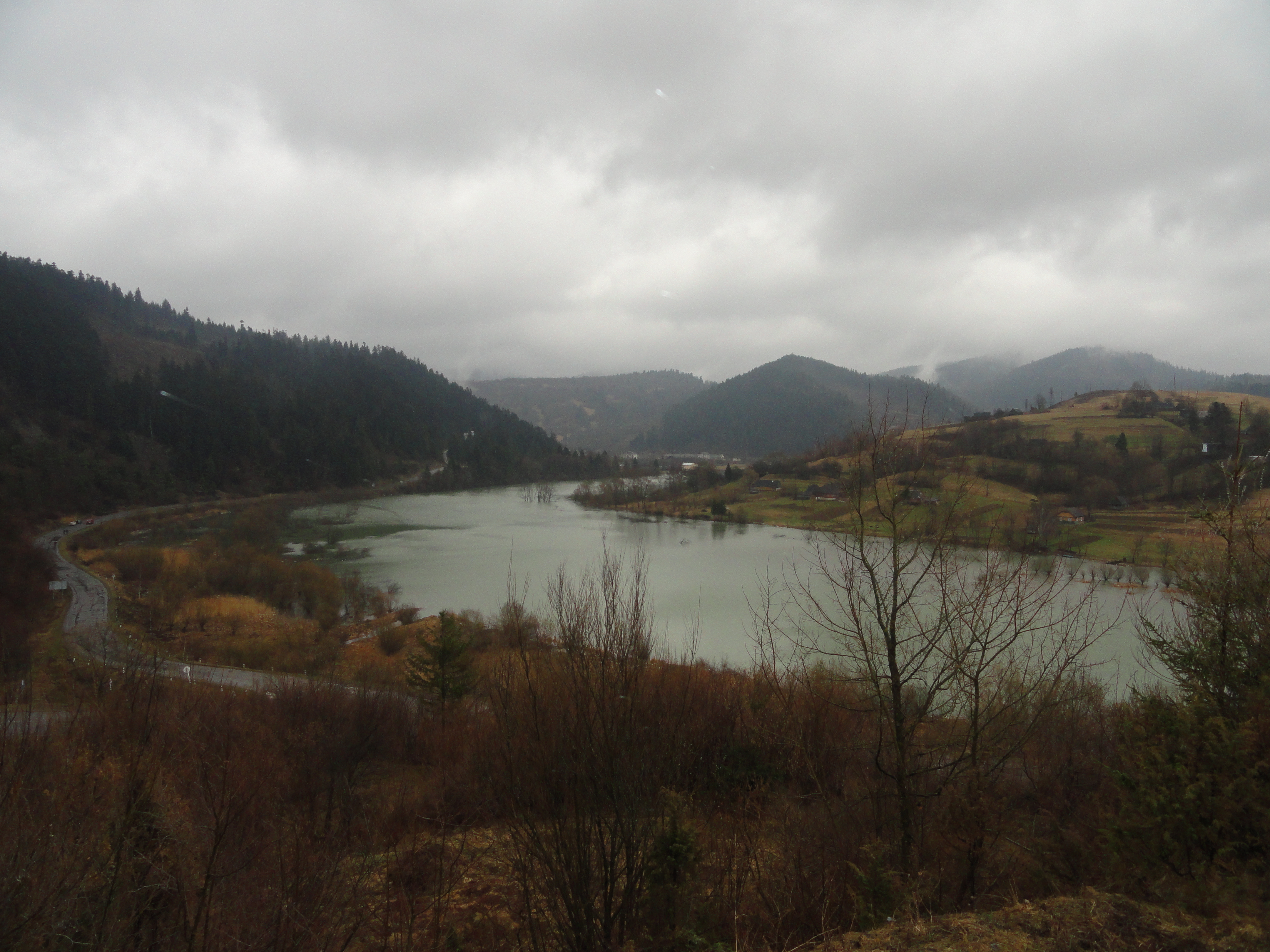
Турковский район Львовской области Украины. Над рекой Стрый

Ту́рковский райо́н (укр. Турківський район) — упразднённая административная единица Львовской области Украины. Административный центр — город Турка.
Население района составляет 54 906 человек, площадь — 1193 км². Район был основан в начале второй мировой войны в 1940 году на основе Турчанского повята (пол.).

## Административное деление
Центр района: город Турка
Борынский поселковый совет (пгт Борыня)
Битлянский сельский совет (Битля, Сигловатое)
Боберковский сельский совет (Боберка, Днестрик-Дубовый)
Верхневысоцкий сельский совет (Верхнее Высоцкое)
Верхнегусиненский сельский совет (Верхнее Гусиное, Нижнее Гусиное)
Верхненский сельский совет (Верхнее, Нижнее, Яворов)
Верхнеяблонский сельский совет (Верхняя Яблонька)
Волченский сельский совет (Волчье)
Головской сельский совет (Головское, Зубрица, Кринтята)
Завадовский сельский совет (Завадовка, Лосинец, Мельничное, Ясенка-Стецева)
Ильницкий сельский совет (Ильник, Закипцы, Локтев, Радич)
Исаевский сельский совет (Исаи)
Карпатский сельский совет (Карпатское)
Комарницкий сельский совет (Комарники, Буковинка, Закичера, Зворец)
Красненский сельский совет (Красное)
Кривковский сельский совет (Кривка, Ивашковцы)
Ластовковский сельский совет (Ластовка, Корытище, Свидник)
Либохорский сельский совет (Либохора)
Лимнянский сельский совет (Лимна, Бережок, Жукотин)
Мохнатский сельский совет (Мохнатое, Матков)
Нижневысоцкий сельский совет (Нижнее Высоцкое, Заречье, Ропавское, Штуковец, Яблонов)
Нижнетуровский сельский совет (Нижний Туров, Верхний Туров)
Нижнеяблонский сельский совет (Нижняя Яблонька)
Прислопский сельский совет (Прислоп)
Розлуцкий сельский совет (Розлуч)
Рыковский сельский совет (Рыков, Багноватое, Межигорье)
Сянковский сельский совет (Сянки, Бенёва)
Хащевский сельский совет (Хащев, Лопушанка)
Шандровецкий сельский совет (Шандровец)
Шумячский сельский совет (Шумяч)
Яворский сельский совет (Явора, Малая Волосянка, Стодолка)
Ясеницкий сельский совет (Ясеница, Кондратов)

## География района
Турковский район расположен на юго-западе Львовской области, в географической зоне украинских Карпат с высотами 500—1400 м н.у.м. Его территорию образовывают горные массивы: низкие — над горным течением Днестра и Верховины Турчанской, средние — Сколевские Бескиды и Верховинский Вододельный хребет с наивысшей точкой — горой Пикуй (1408 м н.у.м.) недалеко от села Верхнее Гусиное. Самые крупные реки района — Днестр (рядом с селом Волчьим находятся его истоки), Стрый и Сан.
Турковский район граничит с севера, северо-востока и востока со Старосамборским, Дрогобычским и Сколевским районами Львовской области, с юга — с Великоберезнянским и Воловецким районами Закарпатской области, а с запада и юго-запада — с Бещадским повятом Подкарпатского воеводства Польши.

## История
23 сентября 1959 года к Турковскому району был присоединён Борынский район.

## Население
По результатам всеукраинской переписи населения 2001 года в районе проживало 54,9 тысяч человек (96 % по отношению к переписи 1989 года), из них русских — 0,1 тысяч человек (0,2 % от всего населения) и поляков — 0,1 тысяч человек (0,2 %).

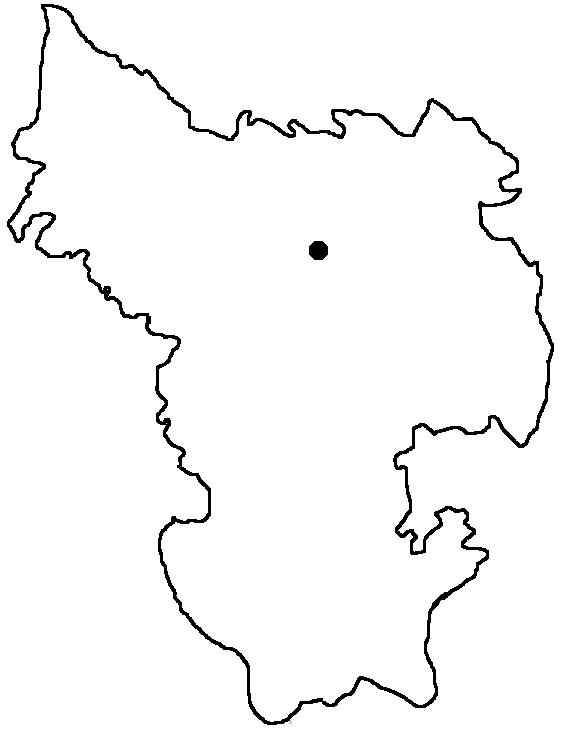
Турковский район